# Сімон Міньйоле
Сімо́н Міньйоле́ (фр. Simon Mignolet; нар. 6 березня 1988 року, Сінт-Трейден, Бельгія) — бельгійський футболіст, воротар збірної Бельгії та «Брюгге».

## Клубна кар'єра

### «Сінт-Трейден»
Міньйоле народився у бельгійського місті Сінт-Трейден. 2004 року він приєднався до місцевого однойменного клубу, а вже за два роки став основним голкіпером команди. 2009 року він зіграв 29 ігор, у грі чемпіонату проти «Ронсе» відзначився з пенальті. За підсумками сезону команда посіла перше місце в Другому дивізіоні. Після сезону 2009-10 був названий Бельгійським воротарем року.

### «Сандерленд»

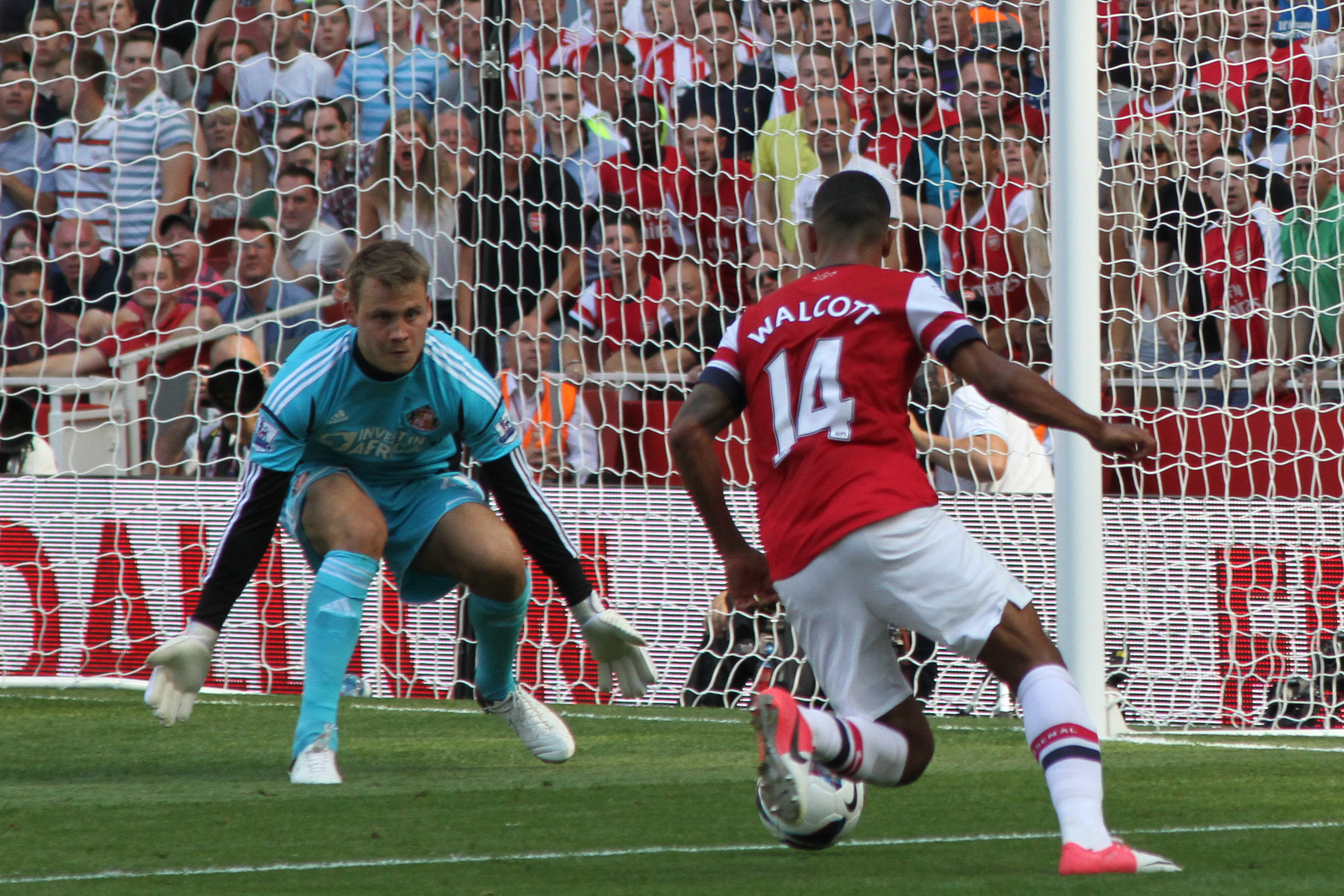
Міньйоле проти Тео Волкотта

17 червня 2010 року Сімон підписав п'ятирічний контракт із «Сандерлендом». Пізніше «Сінт-Трейден» повідомив, що англійський клуб виграв боротьбу за футболіста у нідерландських «ПСВ Ейндговен» і «Твенте» та італійського «Удінезе».
Міньйоле дебютував 15 серпня в грі проти «Бірмінгем Сіті», яка закінчитись нічиєю 2-2, і вже в цій грі був названий гравцем матчу. 28 жовтня 2011 року в матчі проти «Астон Вілли» після зіткнення з Емілем Гескі зазнав перелому носа. 31 жовтня футболісту була зроблена операція.
21 червня 2013 року було повідомлено, що «Ліверпуль» домовився про трансфер футболісту за ціну, близьку до 9 мільйонів фунтів стерлінгів.

### «Ліверпуль»

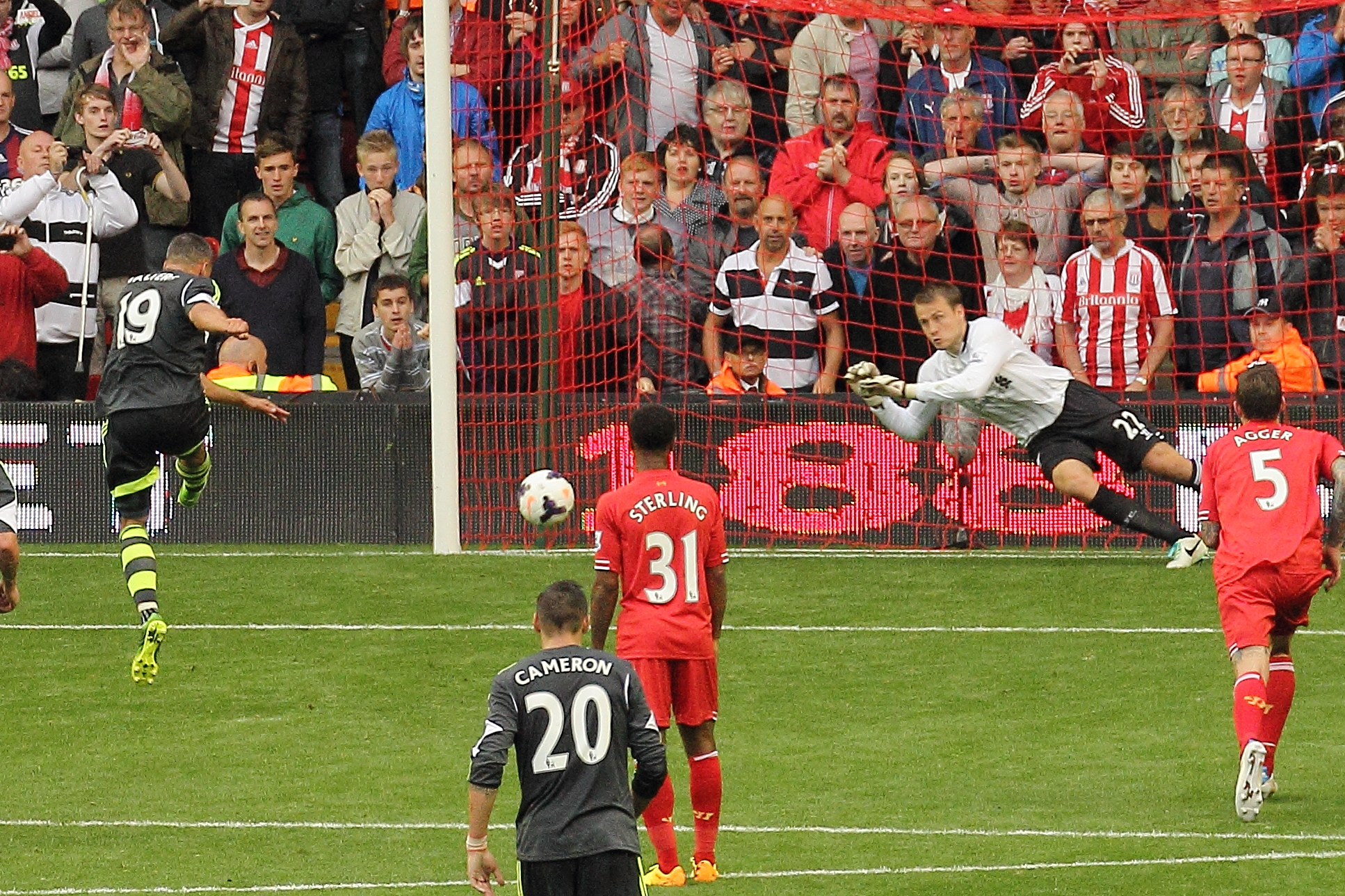
Міньйоле у дебютному матчі відбиває пенальті

25 червня Міньйоле підписав п'ятирічний контракт з «Ліверпулем».
13 липня воротар вперше зіграв за новий клуб у товариському матчі проти «Престон Норт-Енд», у якому «червоні» перемогла з рахунком 4–0. 17 липня Міньйоле офіційно дебютував у домашньому матчі першого туру Прем'єр-ліги проти «Сток Сіті». Гра закінчилась перемогою «Ліверпуля» з рахунком 1–0, а сам Міньйоле на 89 хвилині відбив пенальті у виконанні Джонатана Волтерса, а також удар Кенвайна Джонса з близької відстані на добиванні. Після гри Сімон повідомив, що про такий дебют він міг тільки мріяти.
На наступні три сезони став основним воротарем мерсісайдської команди. Влітку 2016 року отримав конкурента за місце у воротах «Ліверпуля» в особі молодшого німецького голкіпера Лоріса Каріуса. Відтоді його ігровий час почав зменшуватися. Зокрема у Лізі чемпіонів 2017/18, яка ледь не стала для «червоних» тріумфальною, брав участь лише у трьох матчах. У решті стояв Каріус, чиї відверті помилки стали однією з головних причин поразки англійської команди від мадридського «Реала» у київському фіналі турніру.
З приходом влітку 2018 до ліверпульського клубу Алісона Міньйоле повністю втратив місце в основному складі та зіграв у сезоні 2018/19 лише в двох кубкових матчах.

### «Брюгге»
У серпні 2019 року повернувся до Бельгії, перейшовши за 7 мільйонів євро до «Брюгге».

## Кар'єра у збірній

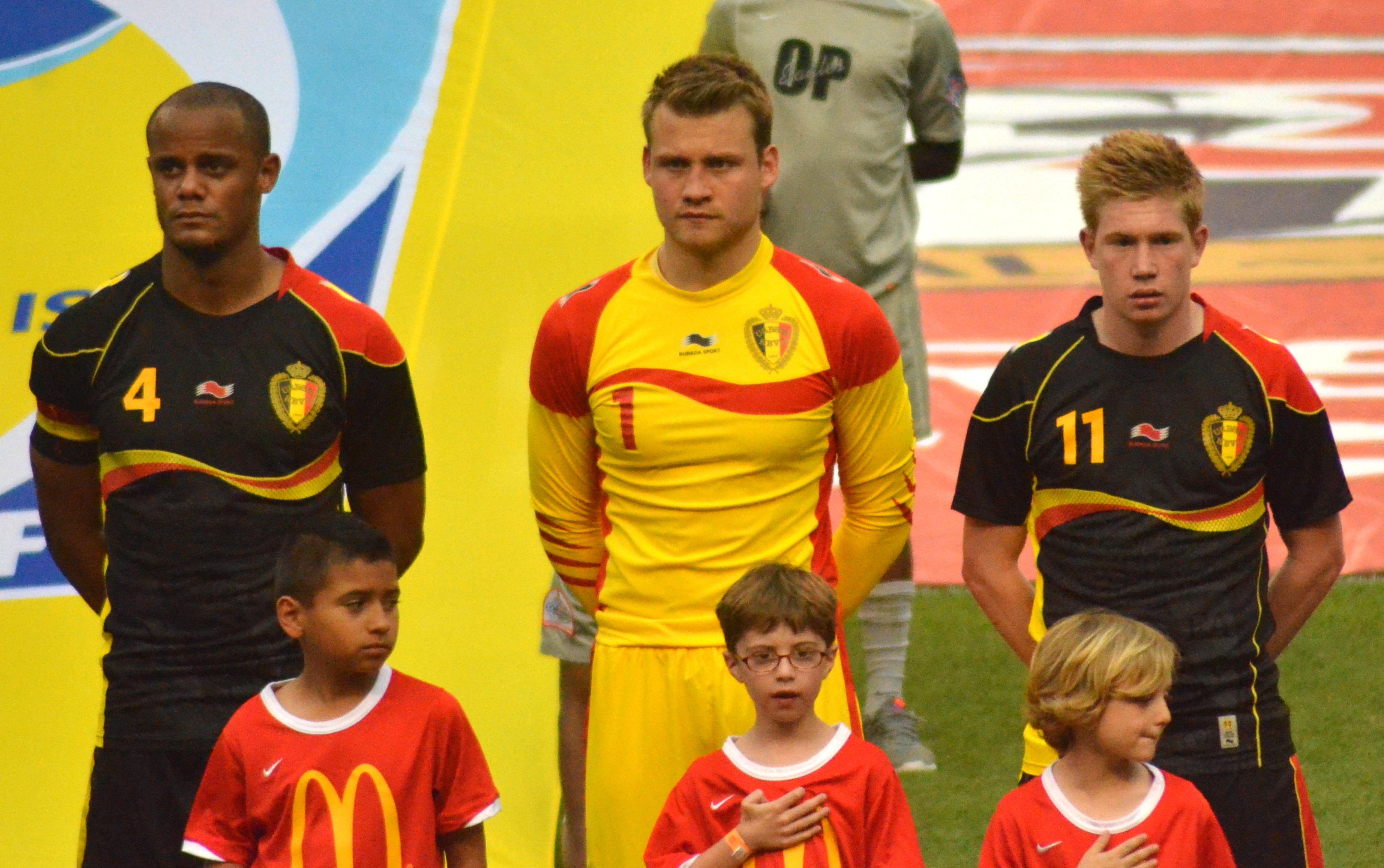
Міньйоле у складі збірної Бельгії разом з Венсаном Компані (ліворуч) та Кевіном Де Брюйне

Сімон грав за всі юнацькі збірні Бельгії, починаючи з 2003 року. 26 березня 2008 року дебютував за молодіжну збірну Бельгії в матчі проти Кіпру, гра закінчилась перемогою Бельгії 0-2.. Останній матч за молодіжну збірну Сімон провів 5 вересня 2010 року проти Франції, де також перемогла команда Бельгії. Всього ж за команду U-21 Міньйоле зіграв десять матчів.
17 листопада 2010 року воротар дебютував за національну збірну Бельгії в матчі проти Росії, бельгійці перемогли з рахунком 0-2.
Протягом 2011 року був основним воротарем національної команди, але невдовзі до її лав почав викликатися 19-річний на той час Тібо Куртуа, який швидко виборов у Міньйоле місце в основному складі «червоних дияволів». Згодом Міньйоле продовжував регулярно викликатися до збірної, проте вже насамперед як резервний воротар. Як дублер Куртуа був учасником чемпіонату світу 2014, чемпіонату Європи 2016 та чемпіонату світу 2018.

## Статистика

### Статистика клубних виступів
Станом на 4 серпня 2019
| Сезон                    | Команда                  | Чемпіонат                | Чемпіонат | Чемпіонат | Національний кубок | Національний кубок | Національний кубок | Континентальні кубки | Континентальні кубки | Континентальні кубки | Інші змагання | Інші змагання | Інші змагання | Усього | Усього  |
| Сезон                    | Команда                  | Ліга                     | Ігор      | Голів     | Ліга               | Ігор               | Голів              | Ліга                 | Ігор                 | Голів                | Ліга          | Ігор          | Голів         | Ігор   | Голів   |
| ------------------------ | ------------------------ | ------------------------ | --------- | --------- | ------------------ | ------------------ | ------------------ | -------------------- | -------------------- | -------------------- | ------------- | ------------- | ------------- | ------ | ------- |
| 2006–07                  | «Сент-Трюйден»           | ПЛ                       | 2         | -4        | КБ                 | 0                  | -0                 | -                    | -                    | -                    | -             | -             | -             | 2      | -4      |
| 2007–08                  | «Сент-Трюйден»           | ПЛ                       | 25        | -37       | КБ                 | 1                  | -2                 | -                    | -                    | -                    | -             | -             | -             | 26     | -39     |
| 2008–09                  | «Сент-Трюйден»           | 2Л                       | 35        | -27; 1    | КБ                 | 1                  | -2                 | -                    | -                    | -                    | -             | -             | -             | 36     | -29; 1  |
| 2009–10                  | «Сент-Трюйден»           | ПЛ                       | 27+12     | -47       | КБ                 | 1                  | -1                 | -                    | -                    | -                    | -             | -             | -             | 40     | -48     |
| Усього за «Сент-Трюйден» | Усього за «Сент-Трюйден» | Усього за «Сент-Трюйден» | 101       | -115; 1   |                    | 3                  | -5                 |                      | -                    | -                    |               | -             | -             | 104    | -120; 1 |
| 2010–11                  | «Сандерленд»             | ПЛ                       | 23        | -35       | КА+КЛ              | 1+2                | -2 + -2            | -                    | -                    | -                    | -             | -             | -             | 26     | -39     |
| 2011–12                  | «Сандерленд»             | ПЛ                       | 29        | -33       | КА+КЛ              | 6+0                | -5+ -0             | -                    | -                    | -                    | -             | -             | -             | 35     | -38     |
| 2012–13                  | «Сандерленд»             | ПЛ                       | 38        | -54       | КА+КЛ              | 2+0                | -4+ -0             | -                    | -                    | -                    | -             | -             | -             | 40     | -58     |
| Усього за «Сандерленд»   | Усього за «Сандерленд»   | Усього за «Сандерленд»   | 90        | -122      |                    | 11                 | -13                |                      | -                    | -                    |               | -             | -             | 101    | -135    |
| 2013–14                  | «Ліверпуль»              | ПЛ                       | 38        | -50       | КА+КЛ              | 0+2                | -0+ -3             | -                    | -                    | -                    | -             | -             | -             | 40     | -53     |
| 2014–15                  | «Ліверпуль»              | ПЛ                       | 36        | -43       | КА+КЛ              | 7+3                | -5 + -4            | ЛЧ+ЛЄ                | 6+2                  | -9 + -1              | -             | -             | -             | 54     | -62     |
| 2015–16                  | «Ліверпуль»              | ПЛ                       | 34        | -42       | КА+КЛ              | 3+3                | -2+ -2             | ЛЄ                   | 15                   | -13                  | -             | -             | -             | 55     | -59     |
| 2016–17                  | «Ліверпуль»              | ПЛ                       | 28        | -30       | КА+КЛ              | 0+3                | -0+ -1             | -                    | -                    | -                    | -             | -             | -             | 31     | -31     |
| 2017–18                  | «Ліверпуль»              | ПЛ                       | 19        | -24       | КА+КЛ              | 1+0                | -3+ -0             | ЛЧ                   | 2                    | -3                   | -             | -             | -             | 22     | -30     |
| 2018–19                  | «Ліверпуль»              | ПЛ                       | 0         | -0        | КА+КЛ              | 1+1                | -2+ -2             | ЛЧ                   | 0                    | -0                   | -             | -             | -             | 2      | -4      |
| 2019–20                  | «Ліверпуль»              | —                        | —         | —         | —                  | —                  | —                  | —                    | —                    | —                    | СА            | 0             | -0            | 0      | -0      |
| Усього за «Ліверпуль»    | Усього за «Ліверпуль»    | Усього за «Ліверпуль»    | 155       | -189      |                    | 24                 | -24                |                      | 25                   | -26                  |               | -             | -             | 204    | -230    |
| Усього за кар'єру        | Усього за кар'єру        | Усього за кар'єру        | 346       | -426;1    |                    | 38                 | -42                |                      | 25                   | -26                  |               | -             | -             | 410    | -487;1  |

### Статистика виступів за збірну
Станом на 22 серпня 2019
| Дата       | Місто            | Господарі   | Результат | Гості             | Турнір            | Голи | Примітки |
| ---------- | ---------------- | ----------- | --------- | ----------------- | ----------------- | ---- | -------- |
| 25-3-2011  | Відень           | Австрія     | 0 – 2     | Бельгія           | Відбір до ЧЄ 2012 | -    |          |
| 29-3-2011  | Брюссель         | Бельгія     | 4 – 1     | Азербайджан       | Відбір до ЧЄ 2012 | -1   |          |
| 3-6-2011   | Брюссель         | Бельгія     | 1 – 1     | Туреччина         | Відбір до ЧЄ 2012 | -1   |          |
| 10-8-2011  | Целє (місто)     | Словенія    | 0 – 0     | Бельгія           | товариський матч  | -    |          |
| 2-9-2011   | Баку             | Азербайджан | 1 – 1     | Бельгія           | Відбір до ЧЄ 2012 | -1   |          |
| 6-9-2011   | Брюссель         | Бельгія     | 1 – 0     | США               | товариський матч  | -    |          |
| 7-10-2011  | Брюссель         | Бельгія     | 4 – 1     | Казахстан         | Відбір до ЧЄ 2012 | -1   |          |
| 11-10-2011 | Дюссельдорф      | Німеччина   | 3 – 1     | Бельгія           | Відбір до ЧЄ 2012 | -3   |          |
| 29-2-2012  | Іракліон         | Греція      | 1 – 1     | Бельгія           | товариський матч  | -1   | 89'      |
| 2-6-2012   | Лондон           | Англія      | 1 – 0     | Бельгія           | товариський матч  | -1   |          |
| 14-11-2012 | Бухарест         | Румунія     | 2 – 1     | Бельгія           | товариський матч  | -2   |          |
| 29-05-2013 | Клівленд         | США         | 2 – 4     | Бельгія           | товариський матч  | -2   |          |
| 14-11-2013 | Брюссель         | Бельгія     | 0 – 2     | Колумбія          | товариський матч  | -2   |          |
| 19-11-2013 | Брюссель         | Бельгія     | 2 – 3     | Японія            | товариський матч  | -3   |          |
| 10-10-2015 | Андорра-ла-Велья | Андорра     | 1 – 4     | Бельгія           | Відбір до ЧЄ 2016 | -1   |          |
| 13-10-2015 | Брюссель         | Бельгія     | 3 – 1     | Ізраїль           | Відбір до ЧЄ 2016 | -1   |          |
| 13-11-2015 | Брюссель         | Бельгія     | 3 – 1     | Італія            | товариський матч  | -1   |          |
| 9-11-2016  | Амстердам        | Нідерланди  | 1 – 1     | Бельгія           | товариський матч  | -1   |          |
| 28-3-2017  | Сочі             | Росія       | 3 – 3     | Бельгія           | товариський матч  | -3   |          |
| 14-11-2017 | Брюгге           | Бельгія     | 1 – 0     | Японія            | товариський матч  | -    |          |
| 28-3-2018  | Брюссель         | Бельгія     | 4 – 0     | Саудівська Аравія | товариський матч  | -    |          |
| 16-10-2018 | Брюссель         | Бельгія     | 1 – 1     | Нідерланди        | товариський матч  | -1   |          |
| Усього     |                  | Матчів      | 22        |                   | Голів             | -26  |          |

## Досягнення

### Командні
«Сінт-Трейден»
- Другий дивізіон: 2008–09

«Ліверпуль»
- Переможець Ліги чемпіонів: 2018-19

«Брюгге»
- Ліга Жупіле: 2019-20, 2020-21, 2021-22, 2023-24
- Володар Суперкубка Бельгії: 2021, 2022, 2025
- Володар Кубка Бельгії: 2024-25

Бельгія
- Бронзовий призер чемпіонату світу: 2018

### Індивідуальні
- Бельгійський воротар року: 2009–10